# Mädchen können kein Fußball spielen
Mädchen können kein Fußball spielen ist ein deutscher Dokumentarfilm von Torsten Körner über die Anfänge des Frauenfußballs in Deutschland.

## Handlung
Die Dokumentation erläutert die Entwicklung des Frauenfußballs in Deutschland, ausgehend vom Verbot des Frauenfußballs durch den DFB im Jahr 1955. Dazu werden sowohl Archivaufnahmen gezeigt, als auch Interviews mit ehemaligen Spielerinnen wie Bärbel Wohlleben, Anne Trabant, Christa Kleinhans, Heidi Vater, Doreen Meier, Sabine Seidel, Hannelore Ratzeburg, Petra Landers, Birgit Bormann (Birgit Dahlke) und Marion Isbert geführt.

## Produktion
Die Dokumentation wurde von Docdays Productions im Auftrag von Rundfunk Berlin-Brandenburg, Mitteldeutscher Rundfunk, Hessischer Rundfunk, Norddeutscher Rundfunk und Westdeutscher Rundfunk produziert. Die Premiere des Films erfolgte am 24. April 2025 als Eröffnungsfilm des Filmfestivals 11mm. Die Erstausstrahlung erfolgte am 4. Juli 2025 nach dem Auftaktspiel der Deutschen Fußballnationalmannschaft der Frauen bei der Fußball-Europameisterschaft der Frauen 2025 auf Das Erste. In der ARD-Mediathek war der Film bereits am Tag zuvor verfügbar.

## Rezeption
Jan Freitag bewertete die Dokumentation für Filmdienst mit vier von fünf Sternen: „Der klug montierte Film stellt Pionierinnen vor, die sich ihren Sport nicht nehmen ließen und nach harten Kämpfen schließlich die offizielle Anerkennung erlangten. Der Film würdigt die historischen Leistungen der Fußballerinnen, indem er fast ausschließlich die seinerzeit Beteiligten zu Wort kommen lässt.“ Heike Hupertz schrieb in der Frankfurter Allgemeinen Zeitung: „Hervorragend ausgewählt und entsprechend geschnitten (Ronald Rist), zeichnet ‚Mädchen können kein Fußball spielen‘ die Geschichte des Frauenfußballs in beiden deutschen Staaten als hochpolitische Kultur- und Gesellschaftsgeschichte nach. Dabei gehört der Film sichtlich den Spielerinnen der ersten Stunde sowie der Spielerinnentrainerlegende Anne Trabant-Haarbach und Hannelore Ratzeburg, die sich als junge Frau durch die Gremien des DFB und der FIFA arbeitete.“ In der Süddeutschen Zeitung meinte Javier Cáceres: „Das Werk wird seinem Titel gerecht – gerade weil er auf übertriebene Vergötterung verzichtet.“